# Кальво, Хуан Карлос
Хуа́н Ка́рлос Ка́льво (исп. Juan Carlos Calvo), (26 июня 1906, Монтевидео — 12 октября 1977) — уругвайский футболист, нападающий. Чемпион мира 1930 года.

## Биография
В 1920-е годы в клубе «Мисьонес» (ныне объединён с «Мирамаром» в клуб «Мирамар Мисьонес») появилось множество игроков высочайшего уровня (Энрике Бальестерос, Эдуардо Мартинес и другие), большинство из них перешли в стан более сильных команд и уже будучи их игроками выиграли множество турниров со сборной, включая Олимпийские игры 1928 и чемпионат мира 1930 года. Среди талантливых игроков, появившихся в «Мисьонесе» в 1920-е годы, был и Хуан Карлос Кальво, который сохранил верность своему клубу.
В 1929 году «Мисьонес» вышел в Высший дивизион Уругвая и ему было позволено сыграть в международных матчах. Первый такой поединок команда проиграла в городе Мерседесе аргентинскому «Эстудиантесу» со счётом 2:4. Однако в турне по Чили команда проявила себя настолько великолепно, что лидера атак клуба сразу приметили тренеры сборной Уругвая. Этим лидером как раз был Кальво. В турне по Чили «Мисьонес» выиграл пять матчей и сыграл вничью четырежды, не проиграв ни разу.
В 1930 году Кальво был включён в заявку сборной Уругвая на чемпионат мира. Конкурировать с более опытными Сеа, Скароне, Петроне было просто невозможно и 24-летний Кальво стал чемпионом мира так и не сыграв на турнире.

## Титулы
- Чемпион мира (1): 1930
- Чемпион Третьего дивизиона Уругвая (Экстра) (1): 1937